# How I'm Feeling Now
how i'm feeling now é o quarto álbum de estúdio da cantora inglesa Charli XCX. Foi lançado em 15 de maio de 2020, através das gravadoras Atlantic Records e Asylum Records. O álbum foi lançado oito meses após seu álbum anterior Charli (2019) e foi feito em um processo colaborativo "faça você mesmo" com seus fãs no período de seis semanas. A gravação e o título foram inspirados no lockdown da pandemia de COVID-19. Charli XCX, A. G. Cook e BJ Burton serviram como produtores executivos do álbum.
How I'm Feeling Now foi precedido pelos singles "Forever", "Claws" e "I Finally Understand" que foram recebidos com críticas e fãs universalmente positivas. O álbum recebeu aclamação da crítica, e ficou conhecido por sua fusão de composição pop e produção eletrônica experimental. Foi selecionado para o Mercury Prize Awards.

## Antecedentes
Em 13 de setembro de 2019, Charli lançou seu terceiro álbum de estúdio, Charli. Para comemorar o primeiro aniversário de Charli, ela anunciou que o álbum não receberia uma edição especial e que ele já começou a trabalhar em um novo projeto. Pouco tempo depois, em 24 de novembro de 2019, ela anunciou no Twitter que planejava gravar dois novos álbuns em 2020, com planos de lançar ambos até 2021. Em 18 de março de 2020, em resposta à pandemia do coronavírus, iniciou o auto-isolamento da série de transmissão ao vivo com artistas como Diplo, Clairo e Rita Ora.
Em 6 de abril de 2020, ela anunciou por meio de uma chamada pública do Zoom com os fãs que estaria trabalhando em um novo álbum auto-isolante, provisoriamente intitulado How I'm Feeling Now. Na chamada, ela afirmou: "A natureza deste álbum será muito indicativa dos tempos, porque eu só poderei usar as ferramentas que estão ao meu alcance". O projeto inteiro será uma colaboração entre ela e seus seguidores, usando futuras chamadas de Zoom para compartilhar demos e conversas de texto com os produtores, além de pedir a seus seguidores comentários sobre lançamentos individuais, ideias de músicas e obras de arte. Ele anunciou que AG Cook e BJ Burton serviriam como produtores executivos para o álbum.
Anunciando Zoom, definir uma data de lançamento para 15 de maio de 2020. Em 7 de abril do mesmo ano, fragmentos compartilhadas de uma canção chamada "Forever" nas redes sociais.

## Música e letras
Foi considerado um álbum electropop, How I'm Feeling Now é uma continuação do som característico no qual Charli XCX se especializou desde o lançamento em 2016 de seu EP Vroom Vroom, no qual ele foi influenciado pela música pop futurista de Sophie e outros músicos relacionados a gravadora PC Music, um estilo que tem sido chamado de hiper-pop. Kitty Empire de The Guardian descreveu a música do álbum como "acrílica com influências pop". Jem Aswad, da Variety, caracteriza a produção como "uma malha que muda a forma de sintetizadores brilhantes, graves, hits duros e sons mecânicos". Embora caracterizado por ser um álbum formal, os críticos notaram que How I'm Feeling Now tem um estilo mais próximo de suas mixtapes de 2017 Number 1 Angel e Pop 2, já que é mais solto e experimental do que seu álbum autointitulado. Austin Jones da Paste escreveu: "Embora a arte sonora de Glitchy esteja perdida, Charli revive habilmente as técnicas de eurotrance dos anos 90 que se mostraram formativas para seu desenvolvimento musical".

## Recepção da crítica
| Críticas profissionais | Críticas profissionais |
| Pontuações agregadas   | Pontuações agregadas   |
| Fonte                  | Avaliação              |
| ---------------------- | ---------------------- |
| AnyDecentMusic?        | 7.9/10                 |
| Metacritic             | 82/100                 |
| AOTY                   | 83/100                 |
| Avaliações da crítica  |                        |
| Fonte                  | Avaliação              |
| The Daily Telegraph    | [ 18 ]                 |
| AllMusic               | [ 1 ]                  |
| DIY                    | [ 19 ]                 |
| The Guardian           | [ 20 ]                 |
| The Independent        | [ 21 ]                 |
| NME                    | [ 22 ]                 |
| The Times              | [ 23 ]                 |
| Clash                  | 9/10                   |
| Crack Magazine         | 8/10                   |
| Pitchfork              | 7.7/10                 |

No website agregador de críticas Metacritic, How I’m Feeling Now possui uma pontuação média de 82 em 100, baseada em 16 avaliações.
O álbum foi pré-selecionado para o Mercury Prize de 2020, mas perdeu para Kiwanuka de Michael Kiwanuka.

#### Lista de Melhores do Ano
De acordo com o AlbumOfTheYear.org (AOTY), How I’m Feeling Now apareceu em mais de 50 listas dos melhores do ano (incluindo meio do ano). Conquistou ainda a primeira posição da lista para a equipa do Sputnikmusic.
| Editoriais           | Lista(s)                                                      | Posição | Ref.   |
| -------------------- | ------------------------------------------------------------- | ------- | ------ |
| Billboard            | 50 Melhores Álbuns de 2020 para a Billboard – Meio do Ano     | —       | [ 32 ] |
| Consequence of Sound | Top 50 Álbuns de 2020                                         | 18      | [ 33 ] |
| Crack                | O Top 50 de Álbuns de 2020                                    | 9       | [ 34 ] |
| Exclaim!             | 33 Melhores Álbuns de 2020 Até ao Momento                     | 22      | [ 35 ] |
| Gigwise              | Os 51 Melhores Álbuns de 2020 para a Gigwise                  | 30      | [ 36 ] |
| The Guardian         | Os 50 Melhores Álbuns de 2020                                 | 33      | [ 37 ] |
| The Line of Best Fit | Os Melhores Álbuns de 2020 Ranked                             | 3       | [ 38 ] |
| NME                  | Os 50 Melhores Álbuns de 2020                                 | 24      | [ 39 ] |
| NPR                  | Os 50 Melhores Álbuns de 2020                                 | 50      | [ 40 ] |
| Paste                | 25 Melhores Álbuns de 2020 para a Paste – Meio do Ano         | 20      | [ 41 ] |
| Pitchfork            | Os 50 Melhores Álbuns de 2020                                 | 48      | [ 42 ] |
| The Quietus          | Álbuns do Ano 2020 para a Quietus                             | 71      | [ 43 ] |
| Rolling Stone        | 50 Melhores Álbuns de 2020 para a Rolling Stone – Meio do Ano | —       | [ 44 ] |
| Stereogum            | 50 Melhores Álbuns de 2020 para a Stereogum – Meio do Ano     | 8       | [ 45 ] |
| Stereogum            | Os 50 Melhores Álbuns de 2020                                 | 19      | [ 46 ] |
| Uproxx               | Os Melhores Álbuns de 2020 Até ao Momento                     | 14      | [ 47 ] |
| Uproxx               | Os Melhores Álbuns de 2020                                    | 28      | [ 48 ] |

## Lista de faixas
Lista de faixas adaptada do Twitter oficial da cantora. Créditos adaptados do Tidal.
| N.º            | Título                 | Compositor(es)                                                     | Produtor(es)                   | Duração |  |
| 1.             | "Pink Diamond"         | Charlotte Aitchison Dijon Duenas Alexander Guy Cook                | Dijon A. G. Cook               | 2:04    |  |
| 2.             | "Forever"              | Aitchison Cook BJ Burton                                           | Cook BJ Burton                 | 4:03    |  |
| 3.             | "Claws"                | Aitchison Dylan Brady Burton                                       | Dylan Brady Burton             | 2:29    |  |
| 4.             | "7 Years"              | Aitchison Cook Burton                                              | Cook Burton                    | 3:15    |  |
| 5.             | "Detonate"             | Aitchison Cook                                                     | Cook Burton [a]                | 3:39    |  |
| 6.             | "Enemy"                | Aitchison Burton James E Stack Eli Teplin                          | Burton                         | 3:43    |  |
| 7.             | "I Finally Understand" | Aitchison Benjamin Keating                                         | Benjamin Keating Cook [a]      | 2:31    |  |
| 8.             | "C2.0"                 | Aitchison Cook Brady Jaan Umru Rothenberg Tommy Cash Theron Thomas | Cook                           | 3:40    |  |
| 9.             | "Party 4 U"            | Aitchison Cook                                                     | Cook                           | 4:56    |  |
| 10.            | "Anthems"              | Aitchison Brady Danny L Harle                                      | Brady Danny L Harle Burton [a] | 2:51    |  |
| 11.            | "Visions"              | Aitchison Cook Burton                                              | Cook Burton                    | 3:49    |  |
| Duração total: | Duração total:         | Duração total:                                                     | Duração total:                 | 37:06   |  |

## Desempenho comercial
| Tabela musical (2020)          | Melhor posição |
| ------------------------------ | -------------- |
| Austrália (ARIA)               | 37             |
| Bélgica (Ultratop de Flandres) | 106            |
| Alemanha (Offizielle Top 100)  | 100            |
| Irlanda (OCC)                  | 27             |
| Japão (Billboard Japan)        | 82             |
| Lituânia (AGATA)               | 64             |
| Nova Zelândia (RMNZ)           | 40             |
| Noruega (VG-lista)             | 27             |
| Escócia (OCC)                  | 8              |
| Reino Unido (OCC)              | 33             |
| Estados Unidos (Billboard 200) | 111            |

## Lançamento
| Região | Data                   | Formato                    | Gravadora       | Edição                                         |
| ------ | ---------------------- | -------------------------- | --------------- | ---------------------------------------------- |
| Vários | 15 de maio de 2020     | Download digital Streaming | Atlantic Asylum | —                                              |
| Vários | 18 de setembro de 2020 | Vinil CD                   | Atlantic Asylum | Vinil: Laranja Neon e Amarelo Neon Translúcido |

## Turnê especial
A 10 de agosto de 2021 Charli anunciou uma turnê especial com 3 concertos de How I’m Feeling Now. XCX, a 22 de setembro anunciou os atos de abertura.
No último dia, em Londres, Charli encerrou oficialmente a era how i'm feeling now com um agradecimento especial aos fãs pela sua “ajuda com diversas ideias para o álbum durante a pandemia.”
| Data                   | Cidade      | País                      | Local                              | Atos de Abertura |
| ---------------------- | ----------- | ------------------------- | ---------------------------------- | ---------------- |
| 27 de setembro de 2021 | Los Angeles | Estados Unidos da América | Masonic Lodge at Hollywood Forever | Tkay Maidza      |
| 1 de outubro de 2021   | Nova Iorque | Estados Unidos da América | (Le) Poisson Rouge                 | Umru             |
| 24 de outubro de 2021  | Londres     | Reino Unido               | Lafayette                          | COBRAH           |